# Comté d'Ada
Pour les articles homonymes, voir Ada.
Le comté d'Ada est un comté des États-Unis situé dans l’État de l'Idaho. En 2000, la population était de 300 904 habitants, ce qui en faisait le comté le plus peuplé de l'État. Son siège est Boise qui est aussi la capitale de l'État. Le comté a été créé en 1864 et nommé en l'honneur d'Ada Riggs, le premier enfant né dans la région, fille de H.C. Riggs, un des cofondateurs de Boise.

## Géolocalisation
| Comté de Gem    |                | Comté de Boise |
| Comté de Canyon | Comté d'Ada    | Comté d'Elmore |
|                 | Comté d'Owyhee |                |

## Démographie
| 1870  | 1880  | 1890  | 1900   | 1910   | 1920   |
| ----- | ----- | ----- | ------ | ------ | ------ |
| 2 675 | 4 674 | 8 368 | 11 559 | 29 088 | 35 213 |

| 1930   | 1940   | 1950   | 1960   | 1970    | 1980    |
| ------ | ------ | ------ | ------ | ------- | ------- |
| 37 925 | 50 401 | 70 649 | 93 460 | 112 230 | 173 036 |

| 1990    | 2000    | 2010    | 2020    | - | - |
| ------- | ------- | ------- | ------- | - | - |
| 205 775 | 300 904 | 392 365 | 494 967 | - | - |

## Principales villes
- Boise
- Eagle
- Garden City
- Kuna
- Meridian
- Star